# Головково (Нижньогородська область)
Головково (рос. Головково) — присілок в Лисковському районі Нижньогородської області Російської Федерації.
Населення становить 295 осіб. Входить до складу муніципального утворення місто Лисково.

## Історія
Від 2009 року входить до складу муніципального утворення місто Лисково.

## Населення
| 2002 | 2010 | 2011 | 2012 | 2013 | 2014 | 2016 |
| ---- | ---- | ---- | ---- | ---- | ---- | ---- |
| 246  | ↗285 | ↘284 | ↗285 | ↗293 | ↘287 | ↗315 |
| 2017 |      |      |      |      |      |      |
| ↗319 |      |      |      |      |      |      |